# 叉叉粿
叉叉粿，是福建省永安市的特色小吃，特点是色白细嫩，用竹子做的叉子，蘸特制酱油水食用。

## 制作
将制作粿条时，刮下靠近锅边缘上的粿条，切成条状，即为叉叉粿。